# Борис Радуновић
Борис Радуновић (Београд, 26. мај 1996) је српски фудбалски голман.

## Клупска каријера
Радуновић је поникао у екипи Рада, а деби за први тим је имао 26. маја 2013. године у првенственој утакмици против Радничког из Ниша. Озбиљнију шансу у првом тиму Рада добија у сезони 2014/15. када је одиграо 21 првенствену утакмицу. У јулу 2015. године потписује четворогодишњи уговор са Аталантом. За екипу Аталанте је у сезони 2015/16. одиграо само један меч у Серији А. У лето 2016. одлази на једногодишњу позајмицу у Авелино, где је бранио на 31 утакмици Серије Б. За сезону 2017/18. позајмљен је Салернитани, где је бранио на 36 утакмица у Серији Б. За сезону 2018/19. позајмљен је Кремонезеу где је забележио 10 утакмица у Серији Б. У јулу 2019. отишао је на једногодишњу позајмицу у Верону.

## Репрезентација
Радуновић је прошао млађе категорије репрезентације Србије. У јуну 2019, селектор младе репрезентације Србије Горан Ђоровић је уврстио Радуновића на коначни списак играча за Европско првенство 2019. године у Италији и Сан Марину. Србија је завршила такмичење већ у групној фази са три пораза из три утакмице. Радуновић је као стартер бранио на прве две утакмице против Аустрије и Немачке, док је на трећем мечу против Данске био на клупи.

## Приватно
Његов брат близанац је фудбалер Павле Радуновић.